# John Haselrigge
John Haselrigge (falecido em 1612) foi um político inglês no século XVI.
Hare nasceu em Noseley e era cunhado do jurista, político e diplomata inglês Bartholomew Clerke. Ele foi MP por Haslemere de 1588 a 1589.